# (5023) Agapénor
(5023) Agapénor, désignation internationale (5023) Agapenor, est un astéroïde troyen jovien.

## Description
(5023) Agapénor est un astéroïde troyen jovien, camp grec, c'est-à-dire situé au point de Lagrange L4 du système Soleil-Jupiter. Il présente une orbite caractérisée par un demi-grand axe de 5,181 UA, une excentricité de 0,050 et une inclinaison de 11,8° par rapport à l'écliptique.
Il est nommé en référence au personnage de la mythologie grecque Agapénor, acteur du conflit légendaire de la guerre de Troie.

## Compléments